# Birkirkara
Birkirkara eller B'Kara (italiensk: Birchircara) er en by på det centrale Malta. Med 24.356(2019) indbyggere er det den største og mest folkerige by på øen. Den består af fire selvstændige sogne: St Helen, St Joseph, Vor Frue af Karmel og St Mary. Den huser også et af de mest berømte colleges i Malta, St. Aloysius' College. Birkirkara er hjemby for ex-præsident Edward Fenech Adami og tidligere oppositionsleder Alfred Sant samt den første præsident for Malta, Anthony Mamo.
Byens motto er "In hoc signo vinces", og dens våbenskjold er et almindeligt rødt kors, hvorover en krone.
Tog blev brugt som transportmiddel på tværs af øen indtil jernbanernes lukning i 1931. Blandt andre af byens funktioner kan nævnes akvædukter bygget af Grandmaster Wignacourt i det 17. århundrede, og St Helen Basilika, én af de smukkeste kirker på de maltesiske øer, der huser Maltas største klokke. Birkirkara er en af Maltas ældste byer og fik omtale i 1436 gejstlige Rapport om sogne i Malta og Gozo, hvorfra Birkirkara vist sig som den største sogn. Forskellige sogne og forstæder udviklet ud af Birkirkara i årenes løb, herunder Sliema, St. Julians, Msida, Hamrun i det 19. århundrede og Santa Venera i begyndelsen af det 20. århundrede. I de senere år, San Gwann (1965) og den lille landsby Ta 'l-Ibraġ udskilt Birkirkara til at danne en del af det nye sogn og beliggenheden af Swieqi i 1993.
Birkirkara vigtigste religiøse fest er, at St. Helen som fejres den 18. august, hvis det falder på en søndag, eller den første søndag efter denne dato. Den vigtigste begivenhed i fejringen er en procession med et stort træ statue udhugget af den maltesiske mester-billedhugger Salvu Psaila. Især dette er den eneste procession på øen, der udføres i morgen. Processionen forlader basilikaen på nøjagtig 8:00 og vender tilbage til den på 10:45 Statuen løftes til skulderhøjde af en gruppe bysbørn og gennemføres via de vigtigste gader i byen.
Birkirkara er vokset til et vigtigt handelscentrum, samt et tæt befolket boligområde.